# Roberto Longhi
Roberto Longhi (Alba, 28 de dezembro de 1890 - Florença, 3 de junho de 1970) foi um historiador de arte italiano, famoso por seus estudos sobre Domenico Veneziano, Hendrick ter Brugghen, Caravaggio, Velasquez, Masolino, Masaccio e particularmente sobre Piero della Francesca (estudo célebre de 1927).
Sua descoberta das igrejas, museus e coleções de arte em toda a Europa, em sua viagem de dois anos entre 1920 e 1922, lhe permitiu, através de numerosas revistas, livros e exposições, chamar atenção sobre os artistas esquecidos da Renascença. Desenvolveu uma pesquisa sobre as estruturas figurativas e sobre a verbalização da imagem.
Interessou-se também, na pintura pelo impressionismo, pelo cubismo, e na literatura, em particular, por Charles Baudelaire e Stéphane Mallarmé.

## Biografia
Nascido em  28 de dezembro de 1890 em Alba, no Piemonte, em uma família de Emilia, foi filho de Linda Battaglia e Giovanni Longhi, professor de matérias técnicas na l'École royale œnologique.
Em 1910, uma exposição em Veneza lhe revela Gustave Courbet e Auguste Renoir. No ano seguinte, estuda em Turim, com Pietro Toesca, que permanecerá um mestre admirado. No mesmo ano, publica sua tese sobre Caravaggio que lhe traz reconhecimento; em seguida, parte para Roma onde segue os ensinamentos de Adolfo Venturi.
Colabora na revista l'Arte e a partir de 1912, em uma revista de vanguarda, La Voce. Produz ensaios sobre Mattia Preti, sobre Boccioni, sobre os futuristas.
Durante o ano escolar 1913-1914, ele estuda na escola superior  Tasso e Visconti em  Rome  e  conhece Lucia Lopresti, que se tornará sua esposa em 1924.
Em 1914, estabelece, com Due Lise, um paralelo espiritual e percuciente entre a entre La Gioconda e a Lise de Renoir. Publica artigos e notas críticos na revista L'Arte sobre Piero dalle Francesca, sobre Artemisia Gentileschi, sobre Caravaggio.
Atravessa toda a Europa (entre 1920 e 1922) durante dois anos com Alessandro Contini Bonacossi; visitarão assim os museus, as igrejas e as coleções privadas da França, Espanha, Alemanha, Áustria, dos Países Baixos, da Checoslováquia e Hungria.
Em 1924, se casa com Lucia Lopresti, que tornar-se-á seguidamente escritora sob o nome Anna Banti. 
Dois anos depois, colabora na revista periódica Vita Artistica que dirige partir de 1927 com Emilio Cecchi e com quem ele cria, nn ano seguinte o periódico Pinacotheca. Ainda em 1927, publica sua célebre monografia sobre Piero della Francesca, fazendo com que este seja redescoberto.
Em 1934, é nomeado professor de arte medieval e moderna na Universidade de Bolonha. Publica l'Officina ferrarese.
Em 1935, começa da sua carreira acadêmica em Bolonha. Os seus cursos sobre o Trecento e o Quattrocento na Emilia e a Itália do Norte fascinam os estudantes através da qualidade da imagem, a presença do pintor, a sua inserção num meio citado, num momento da história. Pier Paolo Pasolini e Attilio Bertolucci foram seus alunos. Orientará de tal maneira as investigações dos seus estudantes que prepararão o que dará as exposições da pós-guerra: Quatorzième Siècle bolognais (1950) e à L’Art lombard, des Visconti aux Sforza (1958). 
Seu interesse por arte contemporânea, faz-lhe publicar uma monografia de Carlo Carrà em 1937; quando também torna-se o amigo de Giorgio Morandi.
De 1938 de to 1940, dirige o periódico La Critica d'Arte com Ranuccio Bianchi Bandinelli e Carlo Ludovico Ragghianti. Em 1939, instala-se em Florença onde permanecerá até sua morte em 1970.
Demite-se de seu cargo em Bolonha, em 1943, após a sua recusa jurar fidelidade à República social italiana, a República de Salò. Em 1946, o seu "Viatico per cinque Secoli di Pittura veneziana" é seguido por uma exposição organizada por Rodolfo Pallucchini.
Em 1949, dirige a revista Paragone, com sua esposa, que havia se tornado historiadora e crítica de arte, romancista e tradutora. É a diretora e escritora dos textos literários. No mesmo ano é convidado a lecionar na universidade de Florença.
Publica a sua monografia sobre o Caravaggio em 1952 e em 1953 organiza a sua segunda exposição em Milão sobre o Caravaggio “em Pintores da realidade na Lombardia” (I pittori além realtà dentro Lombardia) com Umberto Barbaro. Produz no mesmo ano vários documentários sobre artistas como Carpaccio, Caravaggio, Carrà.
Em 1960, redige a publicação das suas obras completas (5 volumes aparecerão antes da sua morte, 4 têm sido publicados desde então). 
Roberto Longhi morre em  3 de Junho de 1970, em Florença. Um ano depois, sua casa torna-se “a Fundação Longhi” (Fondazione di Studi di Storia dell' Arte Roberto Longhi) e comporta todas as colecções que ele legou.

## Exposições
- 1948 - Giuseppe Maria Crespi na Bolonha
- 1950 - La peinture à Bologne au XIVe siècle  na Bolonha
- 1951 - Caravaggio e dei caravaggeschi  em Milão
- 1953 - I pittori della realtà in Lombardia  em Milão
- 1958 - Arte lombarda dai Visconti agli Sforza em Milão